# Nedenia rhodochra
Nedenia rhodochra är en fjärilsart som beskrevs av Clarke 1978. Nedenia rhodochra ingår i släktet Nedenia och familjen plattmalar. Inga underarter finns listade i Catalogue of Life.